# 존 테이트
존 토런스 테이트 2세(영어: John Torrence Tate, Jr. IPA: [ dʒɒn ˈtɔːrəns teɪt], 1925년 3월 13일 ~ 2019년 10월 16일)는 미국의 수학자이다. 대수적 수론과 대수기하학에 공헌하였으며, 2010년 아벨 상을 수상하였다.

## 생애
미니애폴리스에서 태어났다. 아버지 존 토런스 테이트 1세(영어: John Torrence Tate, Sr.)는 미네소타 대학교의 물리학 교수였고, 어머니 로이스 비애트리스 포슬러(영어: Lois Beatrice Fossler)는 고등학교 영어 교사였다. 테이트는 하버드 대학교에서 수학을 전공하여 학사 학위를 받았고, 프린스턴 대학교 물리학부에 대학원 과정으로 입학하였다. 그 뒤 수학부로 옮겨, 1950년 에밀 아르틴의 지도 아래 박사 학위를 받았다.
그 뒤 하버드 대학교에서 36년 동안 가르치다가, 1990년에 텍사스 대학교 오스틴으로 옮겼다. 2009년에 은퇴하였으며, 2019년에 매사추세츠주 케임브리지의 자택에서 94세의 나이로 사망하였다.

## 학력
- 1942년~1946년: 하버드 대학교 (학사)
- 1946년~1950년: 프린스턴 대학교 (박사)